# Roger Gibbon
Roger Gibbon (9 de març de 1944) va ser un ciclista de Trinitat i Tobago que s'especialitzà en les proves en pista. Va participar en dos edicions dels Jocs Olímpics. Del seu palmarès destaquen diferents medalles en Jocs Panamericans, als Jocs de la Commonwealth i al Campionat del món en pista

## Palmarès en pista
- 1962
  - Medalla d'or als Jocs Centreamericans i del Carib en Quilòmetre
- 1963
  - Medalla d'or als Jocs Panamericans en Velocitat
- 1966
  - Medalla d'or als Jocs de la Commonwealth en Velocitat
  - Medalla d'or als Jocs de la Commonwealth en Quilòmetre
  - Medalla d'or als Jocs Centreamericans i del Carib en Velocitat
  - Medalla d'or als Jocs Centreamericans i del Carib en Quilòmetre
- 1967
  - Medalla d'or als Jocs Panamericans en Velocitat
  - Medalla d'or als Jocs Panamericans en Quilòmetre